# Lithosia quadra
Espèce
La Lithosie quadrille (Lithosia quadra) est une espèce paléarctique de lépidoptères (papillons) de la famille des Erebidae et de la sous-famille des Arctiinae.
La femelle adulte est plus grande que le mâle, elle porte deux gros points bleuâtres que n'a pas le mâle. 
La chenille est grisâtre et noire avec de gros points rouges ressemblant à des verrues.
Le papillon vole de juillet à octobre. L'espèce se rencontre principalement dans les massifs forestiers.

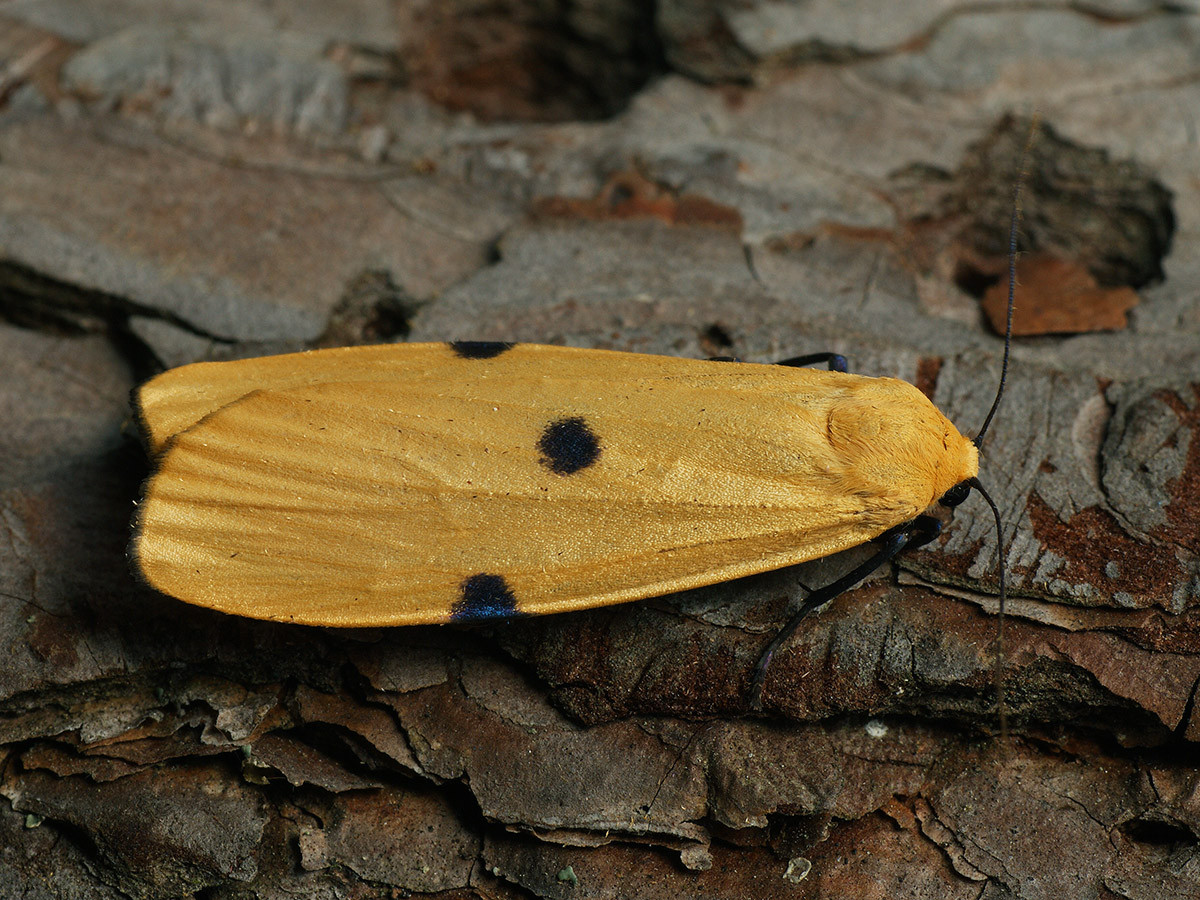
Imago femelle.
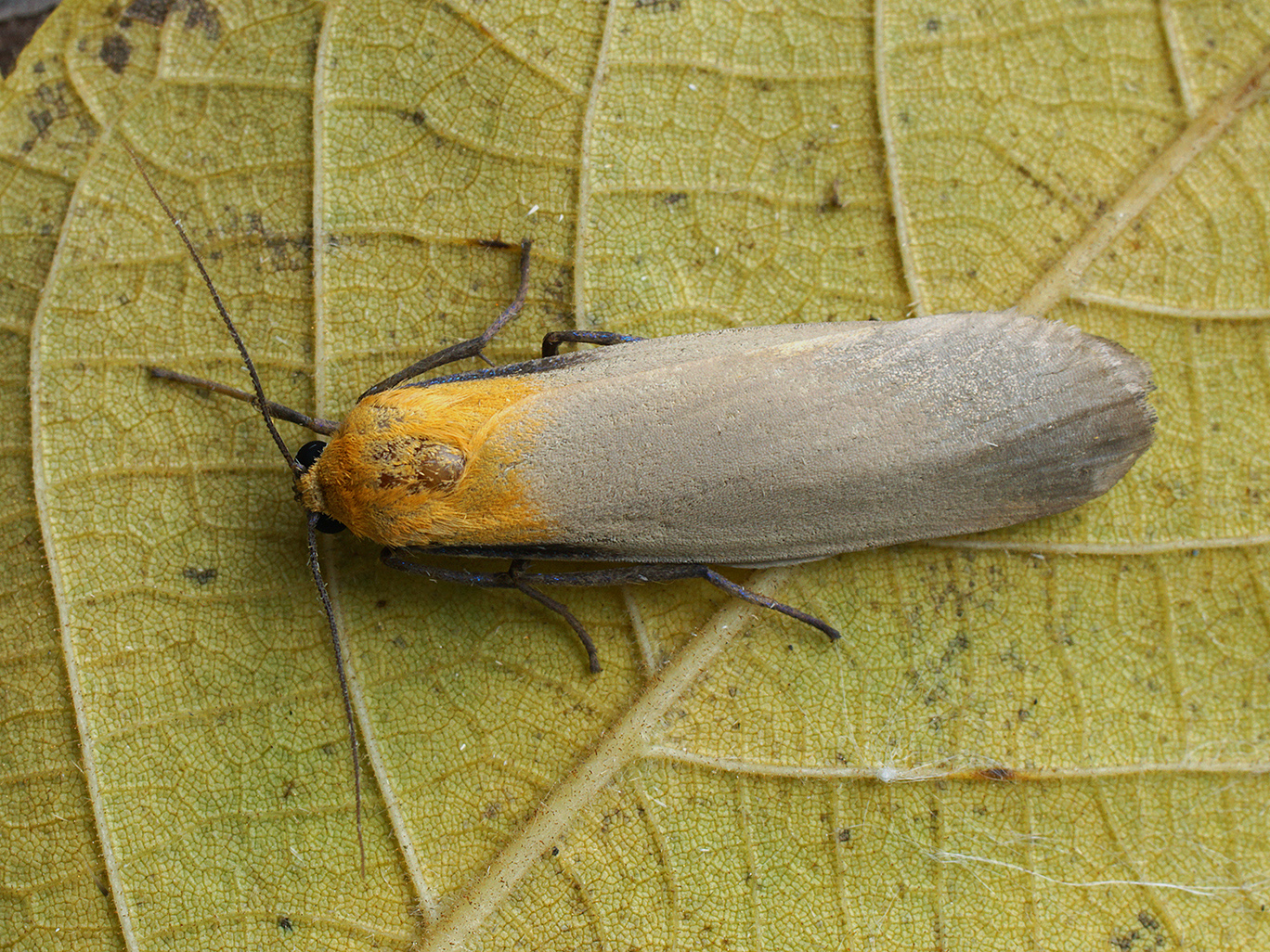
Imago mâle.
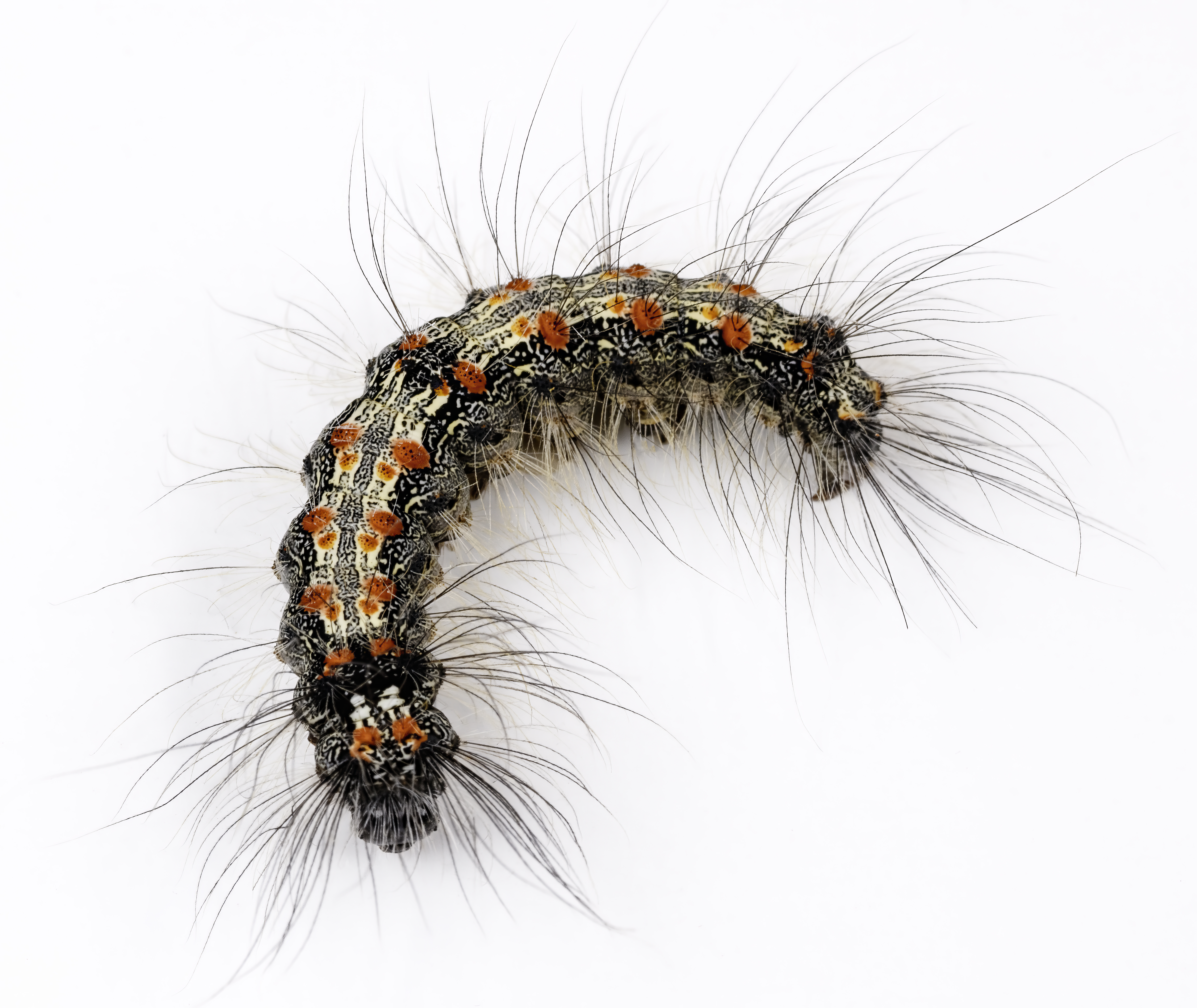
Chenille.